# Hip hop old school

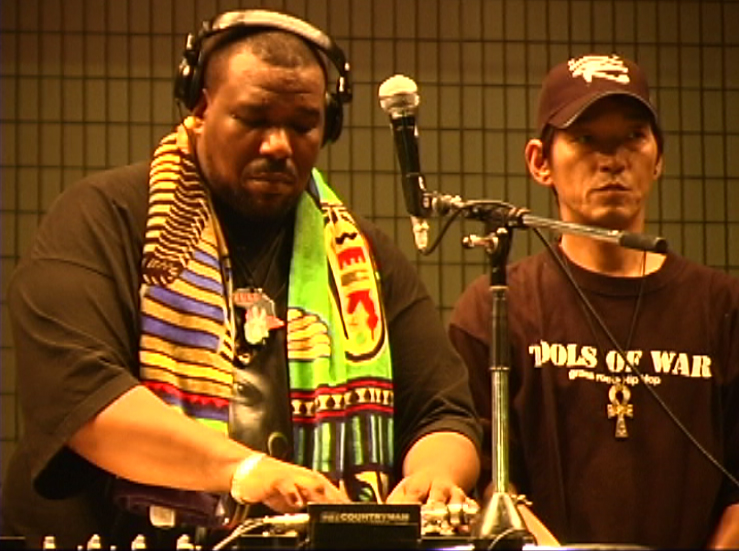
Sean Wilson 2004, Afrika Bambaataa, Tokyo

Old school hip hop, ou simplesmente Old school (expressão inglesa que pode ser traduzida como "velha guarda") é o termo utilizado para descrever os princípios do hip hop aos estilos musicais da época, representada pelos precursores do rap mundial.
Os historiadores classificam como old school a etapa que incluía o final da década de 1970 e a maior parte da década de 1980 (representada por Afrika Bambaataa e Grandmaster Flash, incluindo os primeiros trabalhos de Run DMC, Public Enemy e outros). Integraram-se também Tupac, Eazy E e Bone Thugs-n-Harmony pouco depois.
O fim da old school é geralmente caracterizado com o início de outras artes do hip hop, como o graffiti, a breakdance, entre outros.